# Coganoa purpureatincta
Coganoa purpureatincta är en insektsart som först beskrevs av Timothy M. Cogan 1916.  Coganoa purpureatincta ingår i släktet Coganoa och familjen dvärgstritar. Inga underarter finns listade i Catalogue of Life.